# 대전관광공사

대전컨벤션센터

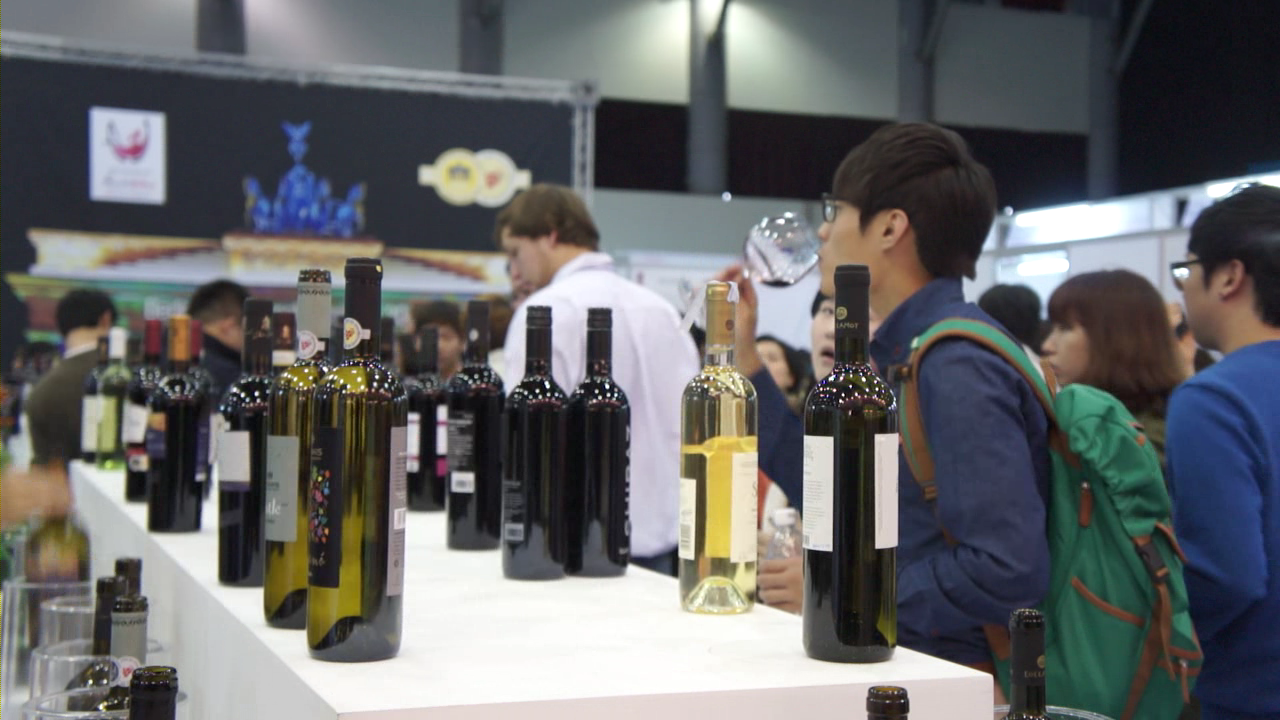
대전 국제 푸드&와인 페스티벌

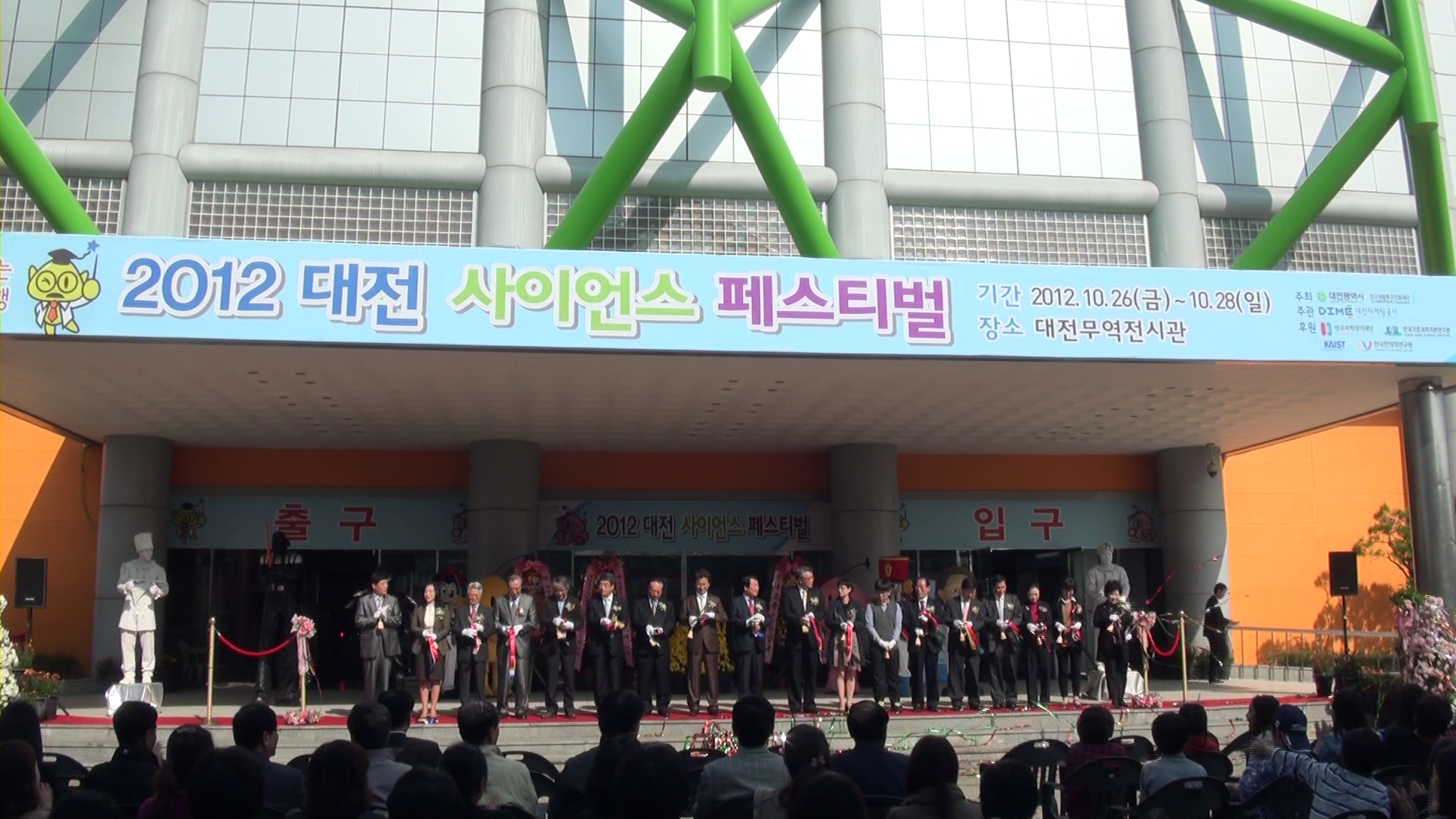
대전사이언스페스티벌

대전관광공사는 2011년 11월 1일 대전엑스포과학공원을 운영하는 지방공사 대전엑스포과학공원과 대전컨벤션센터를 운영하는 재단법인 대전컨벤션뷰로가 통합, 합병을 거쳐 출범한 조직이다.
2012년 2월 1일부터 KOTRA(대한무역투자진흥공사)에서 운영하는 대전무역전시관을 정식 인수하여 운영하고 있다.  현재는 기존 대전무역전시관을 철거하고 다목적 전시장(DCC 2전시장 ; 대전컨벤션센터 2전시장)을 신축을 완료했다.
대전마케팅공사는 2019년 지방공기업 경영평가에서 대전충남권 광역 지방공기업 중 유일하게 최우수 등급('가'등급)에 선정되었다.
2022년 1월 1일자로 대전마케팅공사에서 대전관광공사로 사명이 변경되었다.

## 연혁
- 2011. 08. 05. 대전마케팅공사 조례 제정 및 공포
- 2011. 11. 01. 재단법인 대전컨벤션뷰로 해산(권리 및 의무는 대전마케팅공사로 양도인수)
- 2011. 11. 01. 대전마케팅공사 설립(1실 2본부 9팀) 및 초대 사장(채훈) 취임
- 2011. 12. 22. 지방공사 대전엑스포과학공원 흡수 합병
- 2014. 03. 04. 조직개편 실시(1본부 1실 3처)
- 2014. 11. 04. 제2대 사장(이명완) 취임
- 2015. 01. 26. 조직개편 실시(1본부 1실 9팀)
- 2015. 12. 15. 교통문화연수원 기능 확대(1본부 1실 9팀 1원)
- 2017. 12. 06. 제3대 사장(최철규) 취임
- 2018. 10. 01. 조직개편 실시(1본부 1실 10팀 1원 1단)
- 2022. 01. 01. 대전관광공사로 사명 변경

## 주요업무

### 도시마케팅사업
- 맞춤형 도시브랜드 제고
- 대전의 도시 이미지 상품화 및 확산
- 다양한 채널 활용을 통한 도시브랜드 홍보 강화
- 신규 콘텐츠 연계 및 확보
- 유관기관단체 협력마케팅 전개
- 대전 대표 축제(대전사이언스페스티벌, 대전국제와인페스티벌 등) 육성
- 각종 문화관광 축제(토토즐페스티벌, 대전수제맥주축제, 신나는 예술여행 등) 추진
- 기타 이벤트 및 프로그램 운영

### 관광진흥사업
- 대전만의 특화된 관광콘텐츠 개발 및 육성
- '대전 방문의 해' 관광 인프라 개선 및 수용태세 제고
- 지역 연계 외국인 관광객 유치 확대를 위한 협력사업 추진
- 지역 관광정책 기반 확보 및 청년 관광 아이디어 발굴
- 지역 자원 활용 및 시민 참여형 관광 콘텐츠 발굴 강화

### 엑스포재창조사업
- 대전사이언스콤플렉스 건립
- 엑스포기념구역 재조성사업(1, 2, 3단계 사업)

### 대전국제전시컨벤션센터(DICC) 건립 추진
- 향후 전시장 면적 확충을 위해 다목적 전시장 건립 추진

### 엑스포과학공원 운영
- 전시관 운영 (공사 소유 4개, 독자관 1개 등 총 5개 전시관)

### MICE산업 활성화 추진
- 국제행사 등 유치 증대
- 국내외 네트워크 구축 강화
- 전시사업(대전로봇융합페스티벌, 대전국제농업기술전 등) 추진

### 대전컨벤션센터(DCC) 운영
- 센터 운영
- 컨벤션 지원사업 추진

### 의료관광 활성화 추진
- 의료관광 홍보
- 의료관광 인식 제고 및 저변 확대
- 대전 의료관광 해외마케팅 지원사업

### 수탁사업 관리
- 엑스포시민광장 운영
- 대전교통문화센터 운영
- 대전스카이로드 운영
- 대청호오백리길 운영

## 같이 보기
- 엑스포과학공원
- 대전컨벤션센터

## 참고사이트
- 대전관광공사